# 圣玛丽亚-杜埃瓦尔
圣玛丽亚-杜埃瓦尔是巴西南大河州的一个市镇。总面积139.224平方公里，总人口6174人，人口密度44.3人/平方公里。